# Takuma Satō

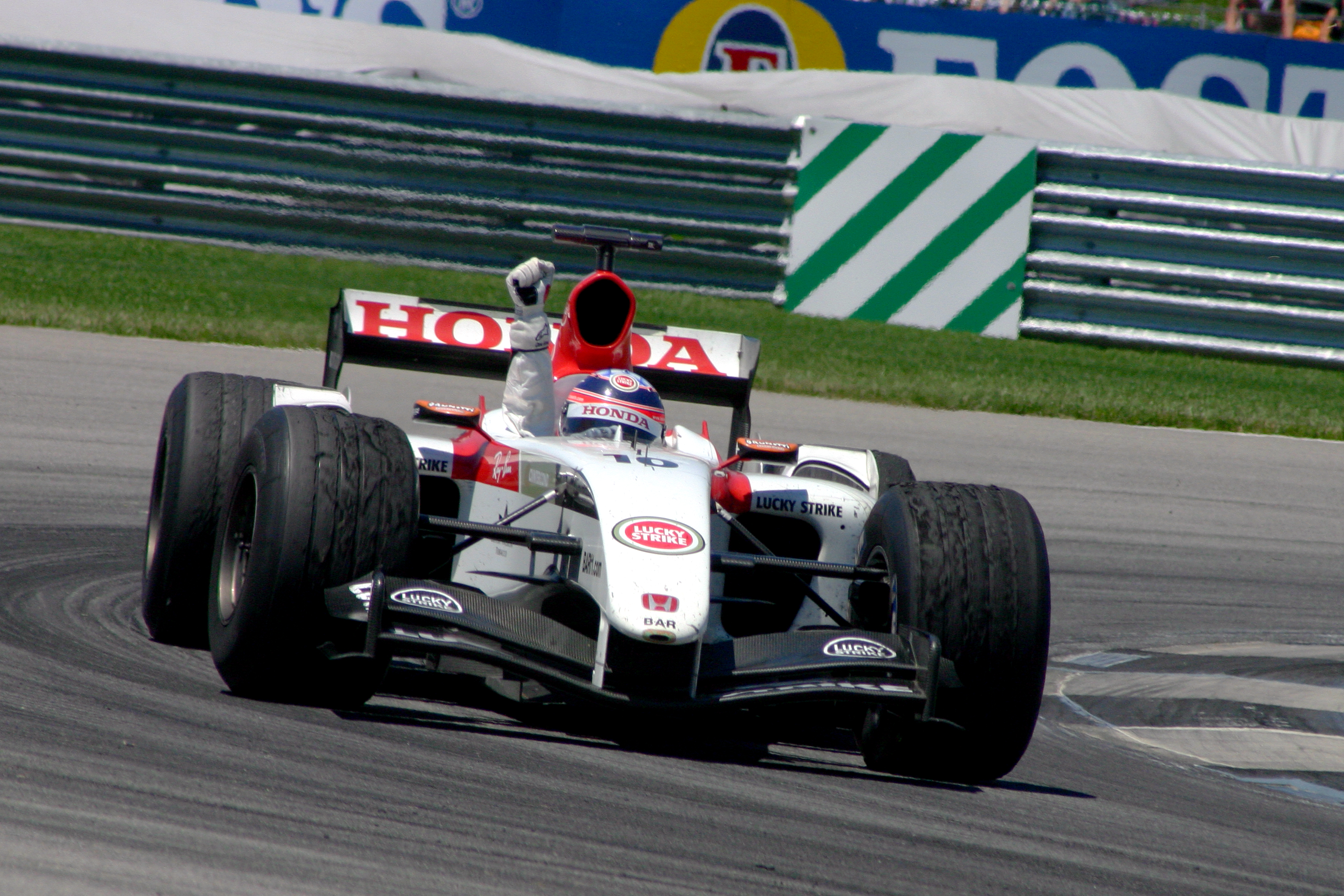
Takuma Satō świętujący swoje pierwsze podium po Grand Prix Stanów Zjednoczonych (2004)

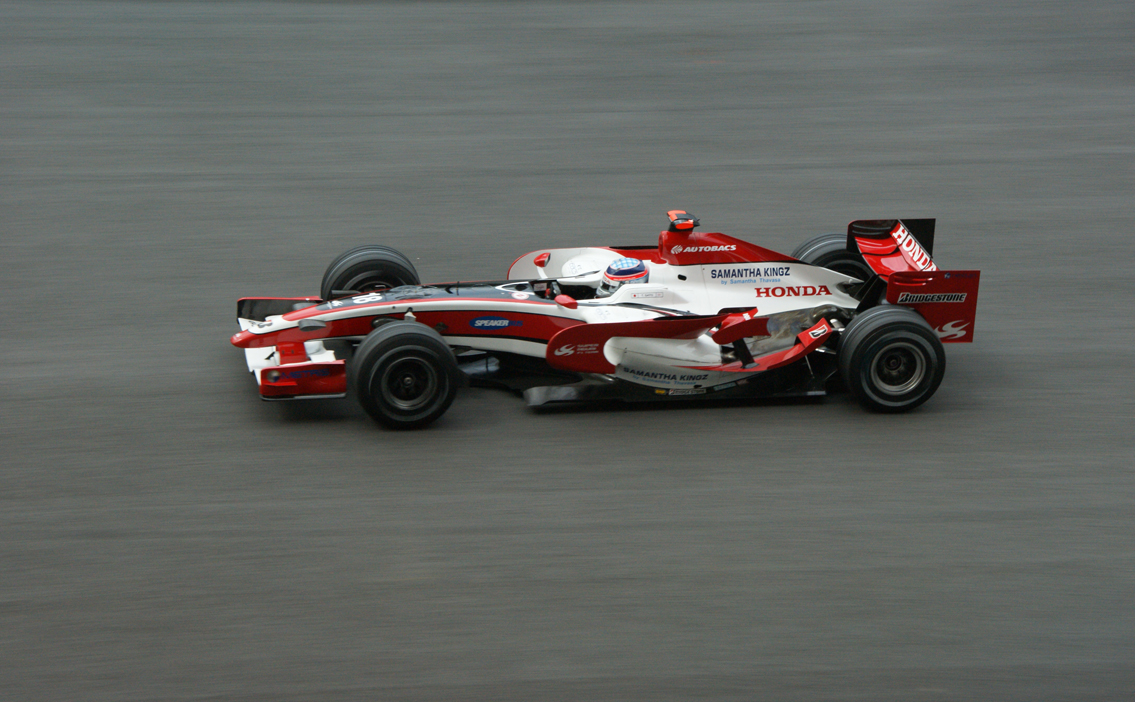
Takuma Satō podczas Grand Prix Malezji (2008)

Takuma Satō (jap. 佐藤琢磨 Satō Takuma; ur. 28 stycznia 1977 roku w Tokio) – japoński kierowca wyścigowy.

## Życiorys

### Początki kariery
Swoją karierę w kartingu rozpoczął w Japonii. W 1998 roku przeprowadził się do Anglii w celu rozpoczęcia kariery w europejskich seriach wyścigowych. W latach 1998 i 1999 startował w Formule Junior, a pod koniec 1999 r. przeniósł się do Brytyjskiej Formuły 3. Sezon 2000 ukończył na trzecim miejscu, a w sezonie 2001 zdobył tytuł mistrzowski. W ciągu dwóch lat wygrał w 16 wyścigach serii i w międzynarodowych wyścigach w Spa-Francorchamps, Zandvoort, Makau.

### Formuła 1
W sezonie 2002 zadebiutował w Formule 1 w stajni Jordan. Pomocy w rozpoczęciu kariery udzieliła mu Honda.
W sezonie 2003 został kierowcą testowym stajni B.A.R., a w ostatnim wyścigu sezonu zastąpił Jacques'a Villeneuve'a. Rok później był już jednym z głównych kierowców stajni. Podczas Grand Prix Stanów Zjednoczonych po raz pierwszy stanął na podium. Stał się tym samym drugim w historii Formuły 1 Japończykiem (po Agurim Suzuki w 1990 roku), który tego dokonał. Cały sezon zakończył na ósmej pozycji z dorobkiem 34 punktów, pomagając zespołowi w zajęciu piątego miejsca w klasyfikacji konstruktorów. 
Współpracę z zespołem kontynuował także w sezonie 2005, który był dla niego kompromitujący. Zdobył tylko jeden punkt, podczas gdy Jenson Button zgromadził ich 37. W dodatku kilkukrotnie zachował się jak debiutujący kierowca, eliminując takich kierowców jak Michael Schumacher czy Jarno Trulli. Zespół Honda (Honda przekształciła B.A.R. w zespół fabryczny po zakończeniu sezonu) postanowił zakończyć współpracę z Japończykiem, a na jego miejsce zatrudnił Rubensa Barrichello.
Mimo początkowych wątpliwości odnośnie do pozostania Satō w Formule 1, Japończyk dzięki powstaniu nowego, w pełni japońskiego zespołu znalazł dla siebie miejsce w sezonie 2006. Ten nowy zespół to Super Aguri F1, który posiada silne wsparcie Hondy. Nowym partnerem Takumy został Yūji Ide. W pierwszym sezonie startów dla Super Aguri F1 Japończyk nie zdobył żadnych punktów, ale w sezonie 2007 uzyskał, pierwsze, historyczne punkty dla japońskiej stajni. Ostatecznie sezon 2007 zakończył z dorobkiem czterech punktów. W sezonie 2008 Takuma Satō kontynuował pracę dla Super Aguri, jego partnerem w zespole był Anglik Anthony Davidson.
W dniu 6 maja 2008 Aguri Suzuki podjął decyzję o wycofaniu się ze startów w Formule 1 ze skutkiem natychmiastowym.
Przed rozpoczęciem sezonu 2009 Satō brał udział w zimowych testach dla zespołu Toro Rosso. Mimo dobrych wyników nie został zatrudniony, kierowcami STR zostali Sébastien Buemi oraz Sébastien Bourdais.

### IndyCar Series
18 lutego 2010 roku kierowca dołączył do serii IndyCar do zespołu KV Racing w sezonie 2010.
28 maja 2017 roku jako pierwszy japoński kierowca, wygrał Indianapolis 500.

## Wyniki

### Formuła 1
| Rok  | Zespół                    | Samochód         | Silnik               | Wyniki w poszczególnych eliminacjach | Wyniki w poszczególnych eliminacjach | Wyniki w poszczególnych eliminacjach | Wyniki w poszczególnych eliminacjach | Wyniki w poszczególnych eliminacjach | Wyniki w poszczególnych eliminacjach | Wyniki w poszczególnych eliminacjach | Wyniki w poszczególnych eliminacjach | Wyniki w poszczególnych eliminacjach | Wyniki w poszczególnych eliminacjach | Wyniki w poszczególnych eliminacjach | Wyniki w poszczególnych eliminacjach | Wyniki w poszczególnych eliminacjach | Wyniki w poszczególnych eliminacjach | Wyniki w poszczególnych eliminacjach | Wyniki w poszczególnych eliminacjach | Wyniki w poszczególnych eliminacjach | Wyniki w poszczególnych eliminacjach | Wyniki w poszczególnych eliminacjach | Pkt. | Msc. |
| ---- | ------------------------- | ---------------- | -------------------- | ------------------------------------ | ------------------------------------ | ------------------------------------ | ------------------------------------ | ------------------------------------ | ------------------------------------ | ------------------------------------ | ------------------------------------ | ------------------------------------ | ------------------------------------ | ------------------------------------ | ------------------------------------ | ------------------------------------ | ------------------------------------ | ------------------------------------ | ------------------------------------ | ------------------------------------ | ------------------------------------ | ------------------------------------ | ---- | ---- |
| 2002 |                           |                  |                      | Australia                            | Malezja                              | Brazylia                             | San Marino                           | Hiszpania                            | Austria                              | Monako                               | Kanada                               | Unia Europejska                      | Wielka Brytania                      | Francja                              | Niemcy                               | Węgry                                | Belgia                               | Włochy                               | Stany Zjednoczone                    | Japonia                              |                                      |                                      | 2    | 15   |
| 2002 | DHL Jordan Honda          | Jordan EJ12      | Honda RA002E 3.0 V10 | NU                                   | 9                                    | 9                                    | NU                                   | NU                                   | NU                                   | NU                                   | 10                                   | 16                                   | NU                                   | NU                                   | 8                                    | 10                                   | 11                                   | 12                                   | 11                                   | 5                                    |                                      |                                      | 2    | 15   |
| 2003 |                           |                  |                      | Australia                            | Malezja                              | Brazylia                             | San Marino                           | Hiszpania                            | Austria                              | Monako                               | Kanada                               | Unia Europejska                      | Francja                              | Wielka Brytania                      | Niemcy                               | Węgry                                | Włochy                               | Stany Zjednoczone                    | Japonia                              |                                      |                                      |                                      | 3    | 18   |
| 2003 | Lucky Strike B.A.R. Honda | BAR 005          | Honda RA003E 3.0 V10 | -                                    | -                                    | -                                    | -                                    | -                                    | -                                    | -                                    | -                                    | -                                    | -                                    | -                                    | -                                    | -                                    | -                                    | -                                    | 6                                    |                                      |                                      |                                      | 3    | 18   |
| 2004 |                           |                  |                      | Australia                            | Malezja                              | Bahrajn                              | San Marino                           | Hiszpania                            | Monako                               | Unia Europejska                      | Kanada                               | Stany Zjednoczone                    | Francja                              | Wielka Brytania                      | Niemcy                               | Węgry                                | Belgia                               | Włochy                               |                                      | Japonia                              | Brazylia                             |                                      | 34   | 8    |
| 2004 | Lucky Strike B.A.R. Honda | BAR 006          | Honda RA004E 3.0 V10 | 9                                    | 15                                   | 5                                    | 16                                   | 5                                    | NU                                   | NU                                   | NU                                   | 3                                    | NU                                   | 11                                   | 8                                    | 6                                    | NU                                   | 4                                    | 6                                    | 4                                    | 6                                    |                                      | 34   | 8    |
| 2005 |                           |                  |                      | Australia                            | Malezja                              | Bahrajn                              | San Marino                           | Hiszpania                            | Monako                               | Unia Europejska                      | Kanada                               | Stany Zjednoczone                    | Francja                              | Wielka Brytania                      | Niemcy                               | Węgry                                | Turcja                               | Włochy                               | Belgia                               | Brazylia                             | Japonia                              |                                      | 1    | 23   |
| 2005 | Lucky Strike B.A.R. Honda | BAR 007          | Honda RA005E 3.0 V10 | 14                                   | NW                                   | NU                                   | DK                                   | -                                    | -                                    | 12                                   | NU                                   | NW                                   | 11                                   | 16                                   | 12                                   | 8                                    | 9                                    | 16                                   | NU                                   | 10                                   | DK                                   | NU                                   | 1    | 23   |
| 2006 |                           |                  |                      | Bahrajn                              | Malezja                              | Australia                            | San Marino                           | Unia Europejska                      | Hiszpania                            | Monako                               | Wielka Brytania                      | Kanada                               | Stany Zjednoczone                    | Francja                              | Niemcy                               | Węgry                                | Turcja                               | Włochy                               |                                      | Japonia                              | Brazylia                             |                                      | 0    | 23   |
| 2006 | Super Aguri Honda         | Super Aguri SA06 | Honda RA806E 2.4 V8  | 18                                   | 14                                   | 12                                   | NU                                   | NU                                   | 17                                   | NU                                   | 17                                   | 15                                   | NU                                   | NU                                   | NU                                   | 13                                   | NU                                   | 16                                   | DK                                   | 15                                   | 10                                   |                                      | 0    | 23   |
| 2007 |                           |                  |                      | Australia                            | Malezja                              | Bahrajn                              | Hiszpania                            | Monako                               | Kanada                               | Stany Zjednoczone                    | Francja                              | Wielka Brytania                      | Unia Europejska                      | Węgry                                | Turcja                               | Włochy                               | Belgia                               | Japonia                              |                                      | Brazylia                             |                                      |                                      | 4    | 17   |
| 2007 | Super Aguri Honda         | Super Aguri SA07 | Honda RA807E 2.4 V8  | 12                                   | 13                                   | NU                                   | 8                                    | 17                                   | 6                                    | NU                                   | 16                                   | 14                                   | NU                                   | 15                                   | 18                                   | 16                                   | 15                                   | 15                                   | 14                                   | 12                                   |                                      |                                      | 4    | 17   |
| 2008 |                           |                  |                      | Australia                            | Malezja                              | Bahrajn                              | Hiszpania                            | Turcja                               | Monako                               | Kanada                               | Francja                              | Wielka Brytania                      | Niemcy                               | Węgry                                | Unia Europejska                      | Belgia                               | Włochy                               | Singapur                             | Japonia                              |                                      | Brazylia                             |                                      | 0    | 21   |
| 2008 | Super Aguri Honda         | Super Aguri SA08 | Honda RA808E 2.4 V8  | NU                                   | 16                                   | 17                                   | 13                                   | -                                    | -                                    | -                                    | -                                    | -                                    | -                                    | -                                    | -                                    | -                                    | -                                    | -                                    | -                                    | -                                    | -                                    |                                      | 0    | 21   |

### Indianapolis 500
| Rok  | Nadwozie | Silnik | Start | Wynik | Uwagi   |
| ---- | -------- | ------ | ----- | ----- | ------- |
| 2010 | Dallara  | Honda  | 31    | 20    |         |
| 2011 | Dallara  | Honda  | 10    | 33    | Wypadek |
| 2012 | Dallara  | Honda  | 19    | 17    | Wypadek |
| 2013 | Dallara  | Honda  | 18    | 13    |         |
| 2014 | Dallara  | Honda  | 23    | 19    |         |
| 2015 | Dallara  | Honda  | 24    | 13    |         |
| 2016 | Dallara  | Honda  | 12    | 26    | Wypadek |
| 2017 | Dallara  | Honda  | 4     | 1     |         |
| 2018 | Dallara  | Honda  | 16    | 32    | Kolizja |
| 2019 | Dallara  | Honda  | 14    | 3     |         |
| 2020 | Dallara  | Honda  | 3     | 1     |         |
| 2021 | Dallara  | Honda  | 15    | 14    |         |

### Formuła E
| Legenda oznaczeń w tabelach wyników Wyświetl szablon na nowej stronie | Legenda oznaczeń w tabelach wyników Wyświetl szablon na nowej stronie                                                                     |
| Oznaczenie                                                            | Wyjaśnienie |
| --------------------------------------------------------------------- | --- |
| Złoty                                                                 | Zwycięzca lub mistrzostwo |
| Srebrny                                                               | 2. miejsce lub wicemistrzostwo |
| Brązowy                                                               | 3. miejsce lub II wicemistrzostwo |
| Zielony                                                               | Ukończył, punktował (w klasyfikacji generalnej, gdy zdobył co najmniej jeden punkt na przestrzeni sezonu, poza trzema powyższymi opcjami) |
| Niebieski                                                             | Ukończył, nie punktował (w klasyfikacji generalnej, gdy nie zdobył co najmniej jednego punktu na przestrzeni sezonu)                      |
| Czerwony                                                              | Nie zakwalifikował się (NZ) |
| Czerwony                                                              | Nie prekwalifikował się (NPK) |
| Różowy                                                                | Nie ukończył (NU) |
| Różowy                                                                | Niesklasyfikowany (NS) (w klasyfikacji generalnej, gdy nie został sklasyfikowany w żadnym wyścigu sezonu)                                 |
| Czarny                                                                | Zdyskwalifikowany (DK) |
| Czarny                                                                | Wykluczony (WYK/EX) |
| Biały                                                                 | Nie wystartował (NW) |
| Biały                                                                 | Kontuzjowany (K/INJ) |
| Biały                                                                 | Wyścig odwołany (OD/C) |
| Bez koloru                                                            | Został wycofany (WYC/WD) |
| Bez koloru                                                            | Nie przybył (NP/DNA) |
| Bez koloru                                                            | Nie brał udziału w treningach (NT/DNP) |
| Bez koloru                                                            | Nie został zgłoszony (–) |
| Pogrubienie                                                           | Start z pole position |
| Kursywa                                                               | Najszybsze okrążenie wyścigu |
| †                                                                     | Nie ukończył, ale jego rezultat został zaliczony ze względu na przejechanie więcej niż 90% dystansu wyścigu.                              |
| *                                                                     | Sezon w trakcie |
| 1/2/3                                                                 | Punktowana pozycja w sprincie kwalifikacyjnym                                                                                             |
| Lista systemów punktacji Formuły 1                                    | |

| Rok       | Zespół      | Wyniki w poszczególnych eliminacjach | Wyniki w poszczególnych eliminacjach | Wyniki w poszczególnych eliminacjach | Wyniki w poszczególnych eliminacjach | Wyniki w poszczególnych eliminacjach | Wyniki w poszczególnych eliminacjach | Wyniki w poszczególnych eliminacjach | Wyniki w poszczególnych eliminacjach | Wyniki w poszczególnych eliminacjach | Wyniki w poszczególnych eliminacjach | Wyniki w poszczególnych eliminacjach | Punkty | Pozycja |
| --------- | ----------- | ------------------------------------ | ------------------------------------ | ------------------------------------ | ------------------------------------ | ------------------------------------ | ------------------------------------ | ------------------------------------ | ------------------------------------ | ------------------------------------ | ------------------------------------ | ------------------------------------ | ------ | ------- |
| 2014/2015 | Amlin Aguri |                                      | Malezja                              | Urugwaj                              | Argentyna                            | Stany Zjednoczone                    | Stany Zjednoczone                    | Monako                               | Niemcy                               | Rosja                                | Wielka Brytania                      | Wielka Brytania                      | 2      | 24      |
| 2014/2015 | Amlin Aguri | NU                                   | –                                    | –                                    | –                                    | –                                    | –                                    | –                                    | –                                    | –                                    | –                                    | –                                    | 2      | 24      |